# Lutherdenkmal (Berlin, Marienkirche)

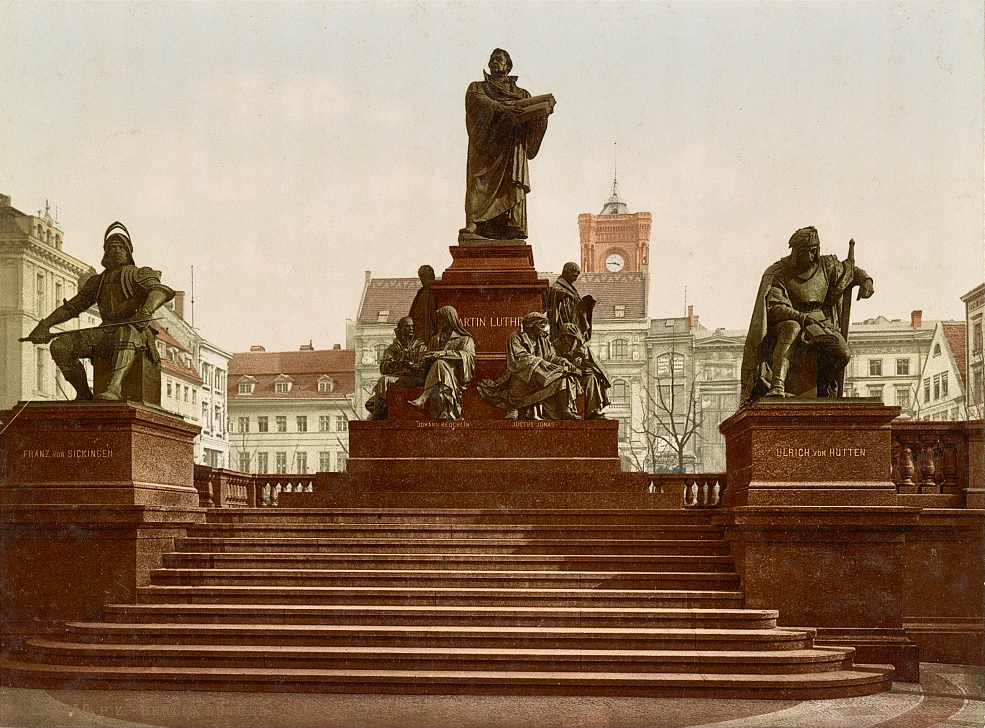
Lutherdenkmal am Neuen Markt, dahinter der Turm des Roten Rathauses, um 1900

Das Lutherdenkmal war ein mehrteiliges Monument, das den Reformator Martin Luther ehrte, die Bildhauer Paul Otto und Robert Toberentz hatten es gestaltet. Der Komplex wurde 1895 auf dem Neuen Markt im Marienviertel von Alt-Berlin, im heutigen Ortsteil Mitte eingeweiht. Die nach dem Krieg verbliebene Figur des Martin Luther steht seit 1989 als Einzelfigur an der Nordseite der St.-Marien-Kirche ganz in der Nähe ihres ursprünglichen Standorts auf einem Sockel aus poliertem Granit.

## Beschreibung
Ein Fundament mit den Abmessungen von etwa sieben mal sieben Metern stand an der Ecke der Straßenkreuzung Spandauer Straße Kaiser-Wilhelm-Straße (heutige Karl-Liebknecht-Straße). Auf der erhöhten Fläche befand sich im Zentrum das Denkmal für Martin Luther auf einem abgestuften Postament. Der Reformator wurde in typischer Mönchskutte mit der aufgeschlagenen Bibel in der Hand dargestellt und auf einem hohen Granitsockel postiert. Zu Luthers Füßen hatten die Künstler Begleitfiguren in emsiger Unterhaltung modelliert, die damalige Mit-Reformatoren darstellen: 
Philipp Melanchthon, Johannes Bugenhagen, Georg Spalatin, Caspar Cruciger, Johannes Reuchlin, Justus Jonas. Das Plateau war von einer durchbrochenen Steinmauer eingefasst und nur über zehn Stufen von der Kaiser-Wilhelm-Straße aus erreichbar. Die Treppenwangen trugen die Skulpturen des Ulrich von Hutten und Franz von Sickingen. Die gesamte Denkmalsanlage erreichte eine Höhe von rund acht Metern. Die Flächen um die Anlage herum wurden zu drei Seiten mit Grünanlagen geschmückt, auf Straßenniveau befand sich im Zugangsbereich ein Pflastermosaik.

## Geschichte

### Bis zur Zerstörung 1945
Nach dem Tod des Bildhauers Paul Otto übertrug die Marien-Kirchengemeinde im Jahr 1893 dem Bildhauer Robert Toberentz die Vollendung des Lutherdenkmals mit der dreieinhalb Meter hohen Standfigur des Reformators und den Begleitfiguren der Mit-Reformatoren. Die feierliche Einweihung auf dem Neuen Markt fand am 11. Juni 1895 statt. Die Stadt Berlin hatte zu den Gesamtkosten von mehr als 200.000 Mark 50.000 Mark beigesteuert.  Während der Kriegsjahre (1939–1945) wurden die Begleitfiguren am Sockel der Denkmalsanlage zu Rüstungszwecken eingeschmolzen. Kurz vor Kriegsende zerstörten Bomben den Neuen Markt vollständig. Die Luther-Figur blieb erhalten und wurde zunächst in der Stephanus-Stiftung in Berlin-Weißensee aufgestellt. 

### Seit der Wiederaufstellung 1989
Die Rückführung des Denkmals an die Nordseite der Marienkirche in die Nähe seines ursprünglichen Standortes am Neuen Markt im Marienviertel fand im Oktober 1989, kurz vor dem Fall der Berliner Mauer, statt.
Anlässlich des 500. Reformationsjubiläums 2017 vereinbarten der Evangelische Kirchenkreis Berlin Stadtmitte und der Senat von Berlin, das Lutherdenkmal unter Verwendung der originalen Statue und der zuvor freigelegten Fundamente für schätzungsweise 900.000 Euro neuzugestalten. Der Siegerentwurf des Künstlers Albert Weis und des Architekturbüros Zeller & Moye sieht vor, die Lutherfigur zu kopieren und der vorhandenen Statue gegenüberzustellen. Der Fundamentumriss soll um 0,5 Meter in der Erde versenkt und die Bodenfläche mit Betonsteinen ausgelegt werden, in die rund 10.000 LED-Leuchten zur Wiedergabe von Zitaten eingelassen sind. 
Bischof Dröge, der der Jury angehörte, lobte den Entwurf: „Das neue Denkmal eröffnet dem Betrachter neue Perspektiven. Es ist eine Neuinterpretation Luthers und hat Bedeutung für die Gesellschaft in der Gegenwart.“ Theologen und Historiker kritisierten hingegen, dass eine verdoppelte Lutherfigur keinen Sinn ergebe. Ein mit sich selbst streitender Luther laufe der reformatorischen Befreiungsidee völlig zuwider, was gerade zum Reformationsjubiläum das vollkommen falsche Signal sei. Bisher (Stand: Frühjahr 2019) sind keine Bautätigkeiten erkennbar, nur die Lutherstatue wurde an ihren ursprünglichen Standort versetzt, allerdings ohne den historischen Sockel.

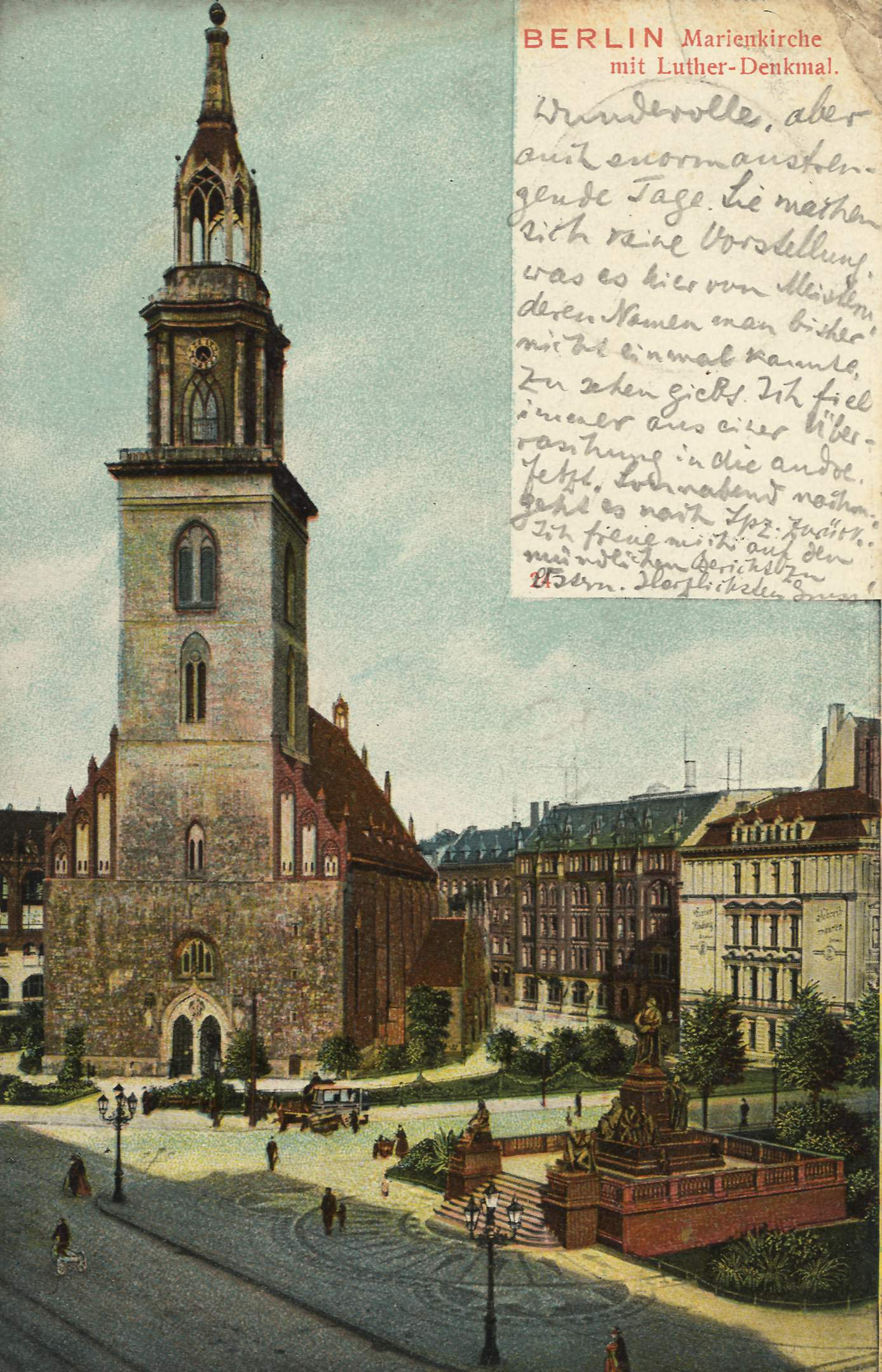
Marienkirche mit Lutherdenkmal, um 1900
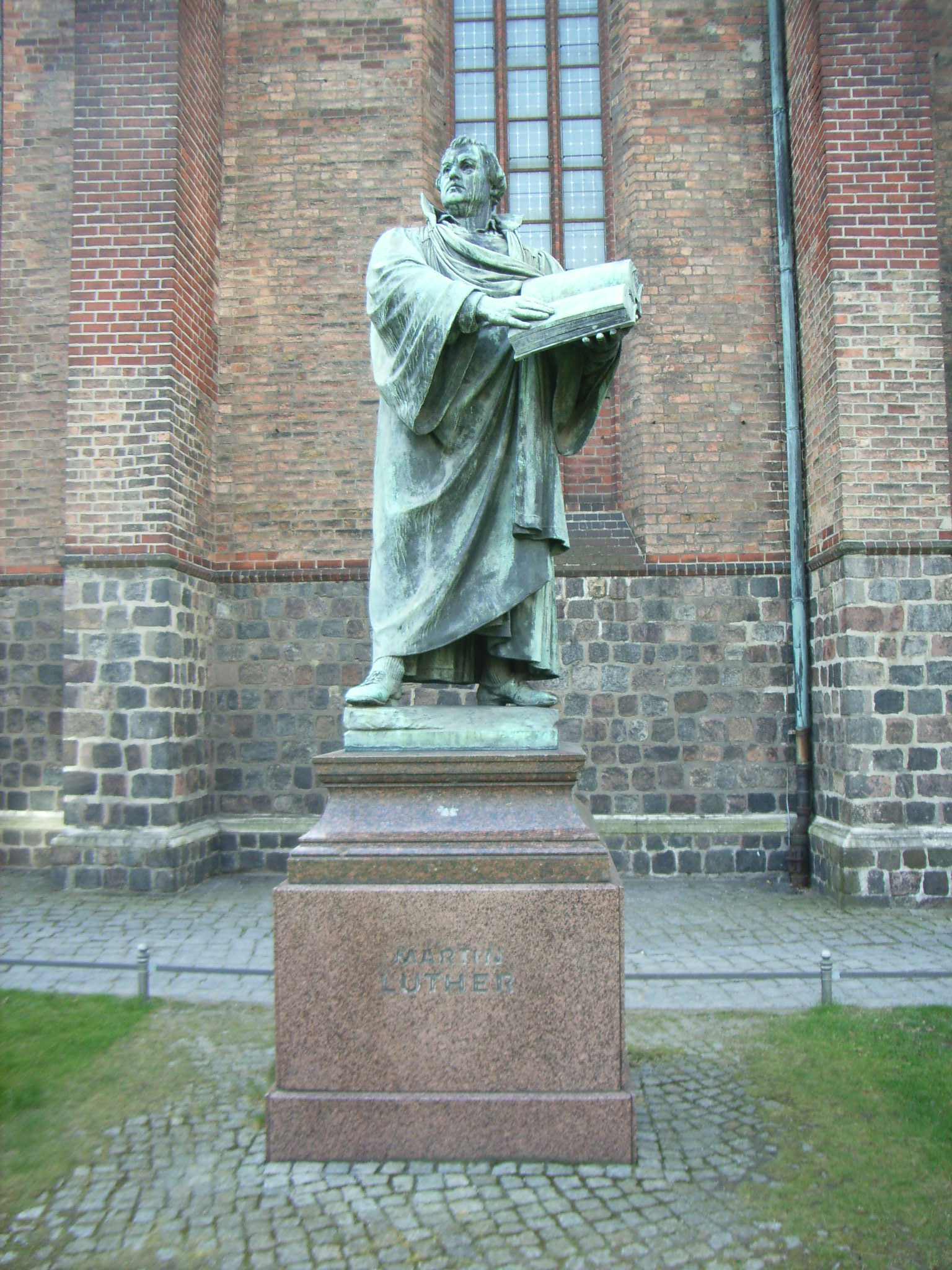
Statue mit altem Sockel nördlich der Marienkirche (bis 2017)
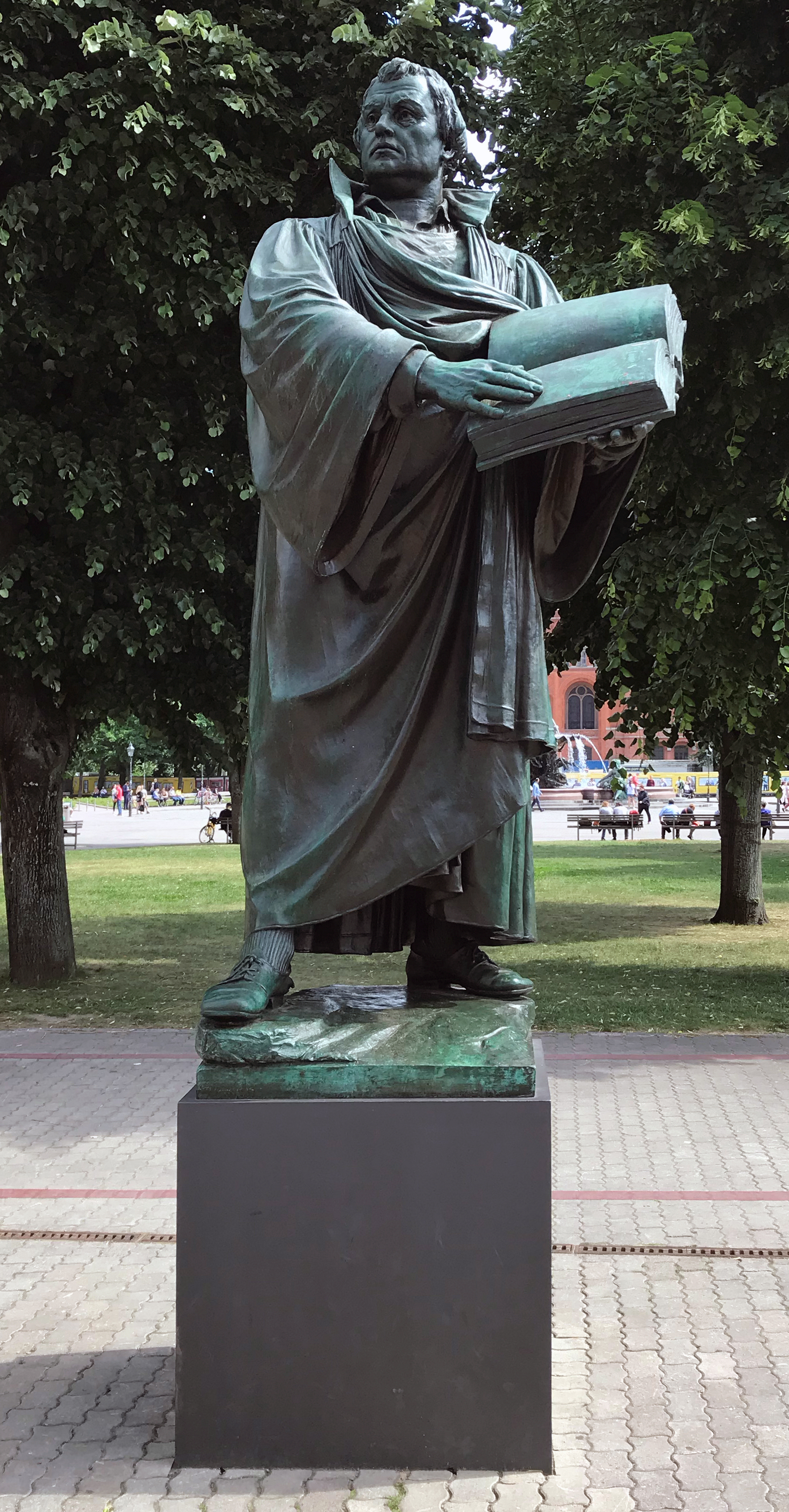
Statue mit neuem Sockel westlich der Marienkirche (seit 2017)